# Dunmore, Pennsylvania
Dunmore är en ort i Lackawanna County i delstaten Pennsylvania, USA.